# Хоромська сільська рада
Хоромська сільська́ ра́да (біл. Харомскі сельсавет) — адміністративно-територіальна одиниця у складі Столинського району Берестейської області Білорусі. Адміністративний центр — село Хоромськ.

## Склад
Населені пункти, що підпорядковувалися сільській раді станом на 2009 рік:
| Населений пункт | Тип  | Населення, осіб (2009) |
| --------------- | ---- | ---------------------- |
| Вуголець        | село | 274                    |
| Лисовичі        | село | 217                    |
| Тури            | село | 975                    |
| Хоромськ        | село | 737                    |
| Хорськ          | село | 1043                   |

## Населення
За переписом населення Білорусі 2009 року чисельність населення сільської ради становила 3246 осіб.

### Національність
Розподіл населення за рідною національністю за даними перепису 2009 року:
| Національність                | Осіб | Відсоток |
| ----------------------------- | ---- | -------- |
| білоруси                      | 3184 | 98,09 %  |
| росіяни                       | 37   | 1,14 %   |
| українці                      | 8    | 0,25 %   |
| національність не вказана     | 7    | 0,22 %   |
| поляки                        | 2    | 0,06 %   |
| татари                        | 2    | 0,06 %   |
| молдовани                     | 2    | 0,06 %   |
| дві та більше національності  | 2    | 0,06 %   |
| латиші                        | 1    | 0,03 %   |
| національність не повідомлена | 1    | 0,03 %   |
| Разом                         | 3246 | 100 %    |